# Richard Jeni
Richard John Colangelo (Brooklyn, Nueva York, 14 de abril de 1957-Los Ángeles, California, 10 de marzo de 2007), más conocido como Richard Jeni, fue un actor y comediante estadounidense de cine, teatro y televisión.

## Carrera
Jeni recibió reconocimiento por primera vez a través de una serie de especiales de stand-up de Showtime y en frecuentes apariciones en el programa cómico The Tonight Show. Después de hacer su debut en el Tonight Show en 1988 con Johnny Carson, hizo apariciones del mismo programa pero junto con Jay Leno. En 1989, ganó en la categoría de mejor comediante de Estados Unidos, según votación de los comediantes y dueños de clubes de comedias, y su primer especial de Showtime, Richard Jeni: The Boy From New York City, ganó un Premio CableACE.
Los principales ejecutivos de HBO le dieron su primera aparición en The HBO Comedy Hour en 1992, titulada Richard Jeni: Platypus Man. El espectáculo fue bien recibido, y Jeni regresó para dos shows más, llegando a conseguir otro Premio CableACE por uno de sus especiales de HBO. También actuó en la sitcom de 1995 de UPN Platypus Man y apareció en la película La máscara, con Jim Carrey y Cameron Diaz. Compuso la canción principal («I'm A Platypus Man») para su serie de televisión. Apareció en The Aristocrats, Dad's Week Off, Alan Smithee Film: Burn Hollywood Burn y Chasing Robert. Fue protagonista de campañas comerciales para Certs y Arby's, y ganó un premio Clio Awards por su trabajo como escritor e intérprete en una campaña publicitaria para la American Dairy Association.
Se animó a burlarse del título del tema «A Horse with No Name» (en español 'Un caballo sin nombre'), una canción de America escrita por Dewey Bunnell, tras expresar: «Estás en el desierto, no tienes nada más que hacer. ¡Ponle un nombre al maldito caballo!».
En el 2004, ocupó el puesto 57 en la lista de las 100 mejores celebridades de todos los tiempos de Comedia Central.

## Muerte
El 10 de marzo de 2007, Richard Jeni fue encontrado por su novia Amy Murphy, presentadora del tiempo y reportera de KTTV en Los Ángeles, en el dormitorio de su hogar en West Hollywood, California, junto a un arma  Colt Special calibre 38 entre los pies y una herida aparente autoinfligida en la cabeza. Momentos antes de su suicidio Jeni y Murphy habían estado conversando en la cama, discutiendo durante el desayuno y charlando sobre los planes para su día. Cuando Murphy se fue a preparar el desayuno en la planta baja, y luego de unos minutos, escuchó el sonido de un disparo, subió las escaleras y descubrió el cuerpo herido de Jeni; inmediatamente llamó a emergencias.
La policía y los paramédicos llegaron y lo transportaron al Centro Médico Cedars-Sinai en Los Ángeles, donde murió. Más tarde, su familia declaró con certeza que la muerte había sido un suicidio, y que Jeni había sido diagnosticado recientemente con «depresión clínica severa junto con ataques de paranoia psicótica». Según el informe forense publicado en junio de 2007, Jeni tenía una historia de esquizofrenia y había estado tomando antidepresivos y unos medicamentos para dormir. El informe indicó además que su novia lo escuchó hablar consigo mismo una semana antes, diciendo «solo aprieta el gatillo».

## Filmografía
- Bird (1988) como Morello.
- La máscara (1994) como Charlie Schumaker.
- Dad's Week Off (1997) como Bernie.
- An Alan Smithee Film: Burn Hollywood Burn (1998) como Jerry Glover.
- Chasing Robert (2007) como Rich the Bookie.

## Televisión

### Especiales de HBO
- Richard Jeni: Platypus Man (1992)
- Richard Jeni: A Good Catholic Boy (1997)
- Richard Jeni: A Big Steaming Pile of Me (2005)

### Shows especiales
- Richard Jeni: Boy from New York City (1990)
- Richard Jeni: Crazy from The Heat (1992)